# Градець (Видинська область)
Граде́ць (болг. Градец) — село у Видинській області Болгарії. Входить до складу общини Видин.

## Населення
За даними перепису населення 2011 року у селі проживали 1434 особи.
Національний склад населення села:
| Національність   | Кількість осіб | Відсоток |
| ---------------- | -------------- | -------- |
| болгари          | 1396           | 99,6%    |
| інша             | 4              | 0,3%     |
| Всього відповіли | 1402           |          |

Розподіл населення за віком у 2011 році:
Динаміка населення: